# 绍塔·鲁斯塔维里
绍塔·鲁斯塔维里（羅馬化：Shota Rustaveli，約1160年—約1220年後），又译作肖泰·卢斯达维里等，是12世紀喬治亞詩人，喬治亞古典文學的代表作家之一。其代表作为《虎皮武士》，亦是喬治亞的民族史詩。

## 生平
鲁斯塔维里生卒年不详，有1166年:72、1172年等多种说法，而“鲁斯塔维利”并不是他的姓氏，而是一个地域称号，可以解释为“来自鲁斯塔维的人”。早年失怙，由身为修道士的叔父养大成人，成年后因长于诗歌，获得塔瑪爾女王赏识，成为女王的宮廷司庫，后来受到权贵的嫉恨，遭到放逐，并在流亡期间死于耶路撒冷的格鲁吉亚圣十字修道院。

## 文学

《虎皮武士》的诗句

中世纪的格鲁吉亚受到格鲁吉亚正教会的教义熏陶，宗教文学一度在文坛拥有主导地位，但在12世纪末逐渐失去主导地位，逐渐被世俗文学所替代，当时，格鲁吉亚政局稳定，经济繁荣，国内文艺创作氛围浓郁，包括鲁斯塔维里在内，不少文人的作品都反映了现实生活:71。鲁斯塔维里的代表作品是《虎皮武士》，讲述了塔里埃尔（ტარიელი）、阿夫坦迪尔（ავთანდილი）两名武士的友谊，以及他们寻找爱人涅斯坦-达列江，最终得到爱情与权力的经历，这首诗被后世的学者视为“中世纪格鲁吉亚思想、诗歌和哲学艺术的巅峰之作”:71-72，有人文主义的特点，尊重人性、歌颂爱情与友谊，继承了民间口头创作的特点，亦体现了格鲁吉亚民族的世界观、爱国精神，受到格鲁吉亚人的喜爱，不少人也将其诗句当作格言警句:72。这部作品也已经被译成多国语言，在世界各地广为流传:72。
除了母语格鲁吉亚语，鲁斯塔维里也通晓波斯语，能够阅读、欣赏及翻译波斯诗歌，学者法尔曼等人据此推断他曾经以波斯语创作过诗歌，但已散佚。

## 评价与纪念

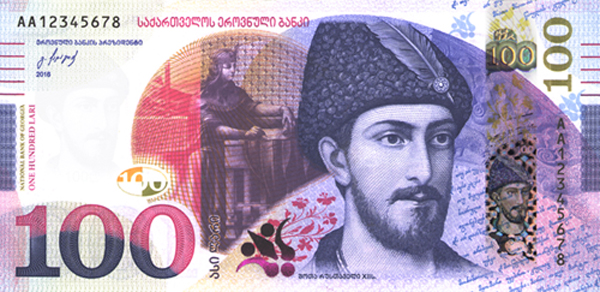
格鲁吉亚2016年发行的10拉里纸币，正面印有鲁斯塔维里的头像。

在格鲁吉亚，鲁斯塔维里的詩歌具有舉足輕重的地位，后世不少作家都将其视为格鲁吉亚民族文学的楷模加以效法、称颂，阿尔奇尔（არჩილ II）、泰穆拉茲二世、伊拉克利·阿巴希泽（ირაკლი აბაშიძე）等人都曾在其作品中肯定鲁斯塔维里的贡献，而前苏联时期的格鲁吉亚政府还曾设置以其命名的国家奖金:72。格鲁吉亚最大的国际机场第比利斯国际机场也在2015年更名为绍塔·鲁斯塔维里第比利斯国际机场以向他致敬，格鲁吉亚还有以他命名的劇院、大学等。联合国邮政管理局也在2021年5月26日发行了鲁斯塔维里的纪念邮票。